# Sjundeå Handelslag
Sjundeå Handelslag m. b. t. var en finländsk kooperation i Sjundeå i Nyland. Sjundeå Handelslag grundades 1919 och  verkade fram till 1973 när det gick ihop med Varuboden. Sjundeå Handelslag hade butiker i Sjundeå stationsområdet, Sjundeå kyrkby, Lappers, Näsby, Tallbacka, Bläsaby och Käla.

## Historia
Sjundeå Handelslags första butik öppnade vid Sjundeå station år 1919 av lokala marthor och storgodsägarna Alvar Rehnberg, Severin Salovius, Hannes Grönberg, Alexander Le Bell och August Perklén. De stödde företaget och grundade bland annat Sjundeå byggnadsaktiebolag som förmånligt hyrde ut lokaler till Sjundeå Handelslag.
I kyrkbyn inledde Sjundeå Handelslag sin verksamhet år 1924. År 1930 öppnade handelslaget butik också i Degerby.

### Butiksbilar
Sjundeå Handelslag bedrev även försäljning genom butiksbilar som ambulerade i Sjundeå. År 1958 var de av märket Bedford.

## Ekonomi
| År   | Insatser (mk) | Medlemmar | Årsförsäljning (mk) | butiker |
| ---- | ------------- | --------- | ------------------- | ------- |
| 1919 |               | 220       | 13 760              |         |
| 1920 |               | 242       | 2 140 370           | 3       |
| 1921 |               | 245       | 2 348 021           | 3       |
| 1922 | 961           | 245       | 2 301 910           | 3       |
| 1923 | 1012          | 207       | 3 317 204           | 3       |
| 1924 | 1098          | 237       | 3 641 297           | 3       |
| 1925 | 1098          | 237       | 3 974 510           | 4       |
| 1926 | 1143          | 247       | 4 251 892           | 4       |
| 1927 | 1191          | 250       | 4 151 588           | 5       |
| 1928 | 1304          | 262       | 5 452 560           | 4       |
| 1929 | 1278          | 283       | 5 528 544           | 4       |
| 1930 | 1309          | 297       | 4 781 823           | 4       |
| 1931 | 1307          | 287       | 4 299 686           | 4       |
| 1932 | 1335          | 305       | 3 965 932           | 4       |
| 1933 | 1351          | 310       | 3 937 531           | 5       |
| 1934 | 1333          | 312       | 3 894 547           | 5       |
| 1935 | 1353          | 323       | 4 484 214           | 6       |
| 1936 | 1387          | 332       | 4 999 251           | 6       |

## Andelsbageriet Kringlan
Andelsbageriet Kringlan grundades år 1929 som Sjundeå, Ingå och Karis Handelslags gemensamma bageri. Bageriet stod vid Sjundeå station och dess verksamhet upphörde år 1944 när delar av Sjundeå evakuerades för Porkalaparentesen.